# Acrocephalus rehsei
Acrocephalus rehsei е вид птица от семейство Acrocephalidae. Видът е световно застрашен, със статут Уязвим.

## Разпространение
Разпространен е в Науру.